# Центральна усадьба плодосовхоза
Центра́льна уса́дьба плодосовхо́за (рос. Центральная усадьба плодосовхоза) — селище у складі Орловського району Кіровської області, Росія. Входить до складу Орловського сільського поселення.
Населення становить 396 осіб (2010, 407 у 2002).
Національний склад станом на 2002 рік — росіяни 100 %.